# Slivo Pole
Slivo Pole (bulgariska: Сливо Поле) är en ort i Bulgarien.   Den ligger i kommunen Obsjtina Slivo Pole och regionen Ruse, i den nordöstra delen av landet, 270 km nordost om huvudstaden Sofia. Slivo Pole ligger 33 meter över havet och antalet invånare är 3 252.
Terrängen runt Slivo Pole är platt. Runt Slivo Pole är det ganska glesbefolkat, med 47 invånare per kvadratkilometer.. Närmaste större samhälle är Marten, 10,0 km väster om Slivo Pole.
Trakten runt Slivo Pole består till största delen av jordbruksmark.